# شانكار شاكرابارتي
شانكار شاكرابارتي هو ممثل هندي، ولد في 18 أغسطس 1962.

## وصلات خارجية
- شانكار شاكرابارتي على موقع IMDb (الإنجليزية)
- شانكار شاكرابارتي على موقع قاعدة بيانات الفيلم (الإنجليزية)